# إيفان جلينبرج
إيفان جلينبرج (بالإنجليزية: Ivan Glasenberg)‏ (7 يناير 1957 في جوهانسبرغ - ) رائد أعمال، وخبير مالي من جنوب أفريقيا.

## روابط خارجية
- إيفان جلينبرج على موقع مونزينجر (الألمانية)